# 片山武夫
片山 武夫（かたやま たけお、1907年（明治40年）6月25日 - 1979年（昭和54年）4月20日）は、昭和期の労働運動家、政治家。参議院議員（1期）。

## 経歴
福井県今立郡鯖江町（現鯖江市）出身。生家は織物業を営んでいたが5歳の時に破産し一家で上京した。働きながら独学し、1924年（大正13年）東京市神田区の電機学校（現東京電機大学）電気科を卒業した。
1924年、東京電燈に入社し、横浜支店に配属された。1945年（昭和20年）11月、関東配電労働組合の結成に従事。1946年（昭和21年）5月、関東配電労組中央執行委員に就任。日本電気産業労働組合協議会（電産）関東地方本部副委員長であった1949年（昭和24年）10月、電産の退職金闘争の際に電産本部が要求を下回る内容で妥結したことに抗議して同副委員長を辞職した。その後、東京電力労働組合の結成に尽力し同執行委員長に就任。1959年（昭和34年）全国電力労働組合連合会（電労連）長となる。1962年（昭和37年）全日本労働総同盟組合会議議長代理に就任した。
1965年（昭和40年）7月の第7回参議院議員通常選挙で全国区に民主社会党（民社党）公認で出馬して当選し、参議院議員に1期在任した。この間、民社党参議院議員会長、同国会対策副委員長、全日本労働総同盟顧問、電労連顧問などを務めた。
1977年（昭和52年）秋の叙勲で勲三等旭日中綬章受章。
1979年（昭和54年）4月20日死去、71歳。死没日をもって正五位に叙される。